# Floire et Blancheflor

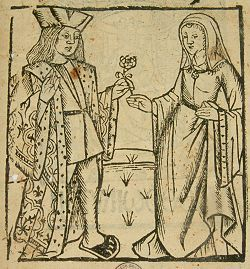
Das titelgebende Liebespaar in einer Illustration von Jan van Doesborch zum mittelniederländischen Floris ende Blancefloer (etwa 1517)

Floire et Blancheflor ist der altfranzösische Titel einer Liebesgeschichte über das Paar Floire und Blancheflor. Es handelt sich hierbei um eine der bekanntesten mittelalterlichen Erzählungen, die in alle literarischen Sprachen der Zeit übertragen wurde und den Gegenstand diverser Abenteuer- oder Schicksalsromane bildete. Die älteste Version ist ein altfranzösischer höfischer Roman, der im 12. Jahrhundert verfasst wurde. In den darauffolgenden Jahrzehnten wurde der Stoff unter anderem in das Mittelhochdeutsche, Mittelenglische und Altnorwegische übertragen.

## Handlung (altfranzösische höfische Fassung)

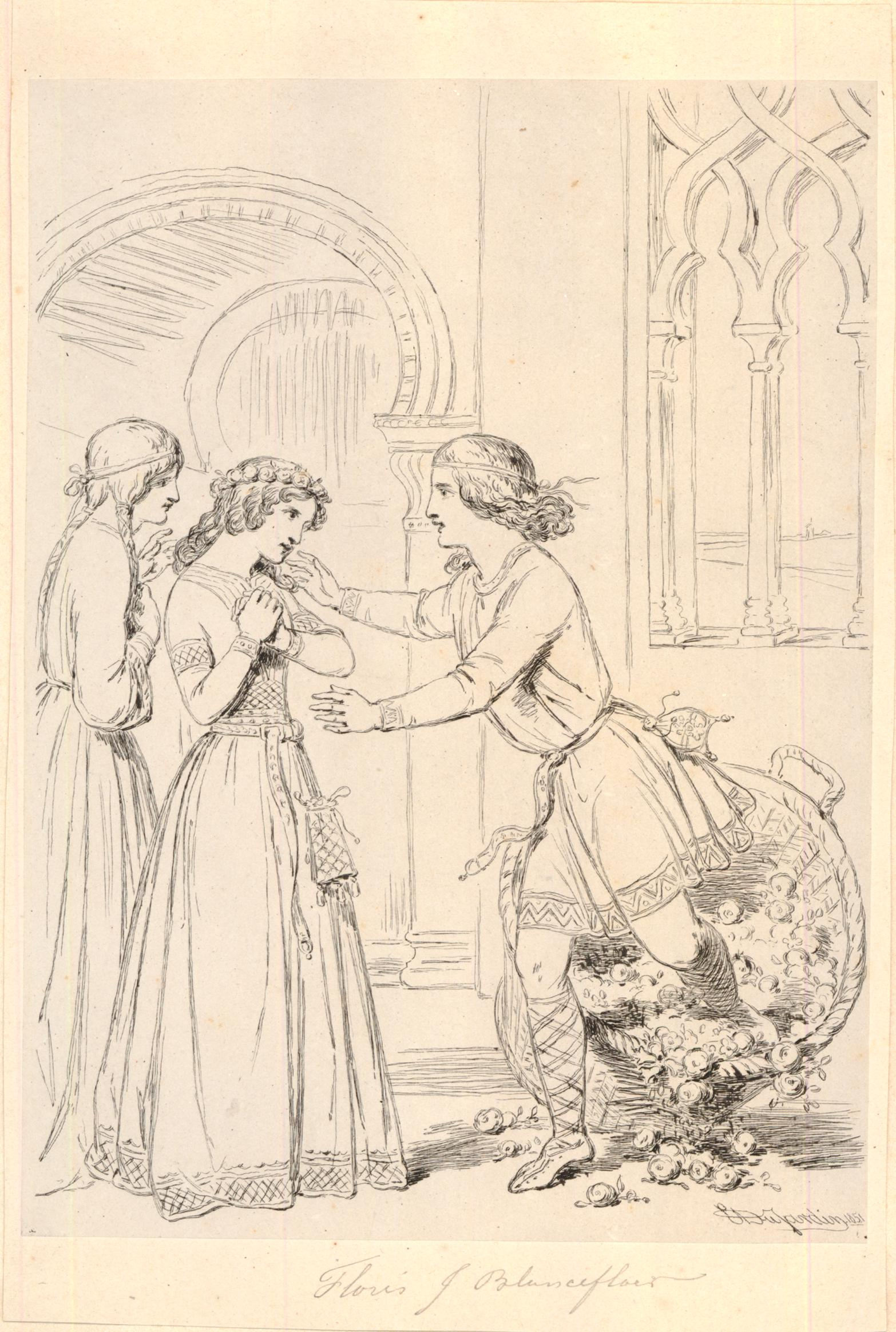
Eine Szene aus dem Versroman: Floire entsteigt dem Blumenkorb (Illustration von 1851)

Bei einer seiner Unternehmungen in Galicien (im Nordwesten Spaniens) greift Felix, König von al-Andalus, eine Gruppe von Pilgern an, die auf dem Weg zur berühmten mittelalterlichen Pilgerstätte Santiago de Compostela sind. Unter den Pilgern befinden sich ein französischer Ritter und seine erst kürzlich verwitwete Tochter, die den Rest ihres Lebens dem Schrein zu widmen gedenkt. Der Ritter wird getötet und die schwangere Tochter als Gefangene nach Neapel verschleppt, wo sie die Gesellschaftsdame der ebenfalls schwangeren Ehefrau von Felix wird. Die beiden Frauen bringen am selben Tag, einem Palmsonntag, ihre Kinder zur Welt: Floire (der Blume zugehörend), Sohn der muselmanischen Königin, und Blancheflor (weiße Blume), Tochter der christlichen Sklavin.
Floire und Blancheflor wachsen gemeinsam am Hofe auf und nähern sich an. König Felix befürchtet nun, sein Sohn wolle das „heidnische“ Mädchen heiraten. Zunächst beschließt er, Blancheflor töten zu lassen; auf Vorschlag der Königin schickt er jedoch Floire zu einer Schule und verkauft Blancheflor an Händler, die sich auf dem Weg nach Babylon befinden. Dort wird sie an den Emir verkauft. Felix lässt ein aufwändiges Grab für Blancheflor erbauen und erzählt Floire, sie sei tot. Weil dieser daraufhin Suizid begehen will, sagen seine Eltern ihm die Wahrheit. Verstört, doch ermutigt davon zu wissen, dass Blancheflor lebt, beschließt Floire, sie zu finden.
Er erreicht schließlich die Tore Babylons, wo ihm der Brückenwächter Daire von dem „Turm der Jungfrauen“ berichtet. Jedes Jahr sucht der Emir sich dort eine neue Frau aus und tötet seine letzte. Nun geht das Gerücht um, dass Blancheflor als nächste Gattin gewählt werde. Um in den Turm zu gelangen, rät der Wächter Floire, mit dem Wachposten Schach zu spielen und ihm sodann alle Gewinne zurückzuzahlen, so dass dieser sich verpflichtet fühlt, auch ihm einen Gefallen zu tun, und ihm Zugang zu dem Turm gewährt. Floire befolgt den Plan und dringt, versteckt in einem Blumenkorb, in den Turm ein. Durch einen Fehler gerät er jedoch in das Zimmer von Blancheflors Freundin Claris. Diese fädelt ein Treffen zwischen den beiden ein.
Zwei Wochen darauf werden die zwei vom Emir entdeckt. Er beschließt, die beiden nicht sogleich zu töten, sondern erst einen Rat einzuberufen. Beeindruckt durch den jeweiligen Willen der jungen Liebenden, für den anderen zu sterben, überreden die Berater den Emir, das Leben der beiden zu verschonen. Floire wird sodann zum Ritter geschlagen und das Paar vermählt. Claris heiratet den Emir, der ihr das Versprechen gibt, sie als fortan letzte und einzige Frau zu ehelichen. Wenig später erreicht die Nachricht über den Tod von Felix Babylon. Floire und Blancheflor kehren in ihre Heimat zurück, wo sie das Königreich übernehmen und gemeinsam mit ihren Untertanen zum Christentum konvertieren.

## Mittelalterliche Versionen und Verbreitung
Zu den volkssprachlichen Versionen aus dem Mittelalter gehören:
- Altfranzösisch: Floire et Blancheflor, um 1160 (Version I); außerdem eine „volkstümliche“ Version gegen 1200 (Version II)
- Rheinländisch: Trierer Floyris, um 1170
- Mittelhochdeutsch: Konrad Flecks Flore und Blanscheflur, um 1220
- Mittelniederdeutsch: Flos unde Blankeflos, nach 1300[2]
- Mittelniederländisch: Diederic van Assenedes Floris ende Blancefloer, um 1260[3]
- Mittelenglisch: Floris and Blauncheflour, vor 1250[4]
- Altnorwegisch: Flóres saga ok Blankiflúr, um 1300[5]
- Altschwedisch: Flores och Blanzeflor, 1312[6]
- Altdänisch: Flores og Blanseflor, um 1500[7]
- Italienisch: Il cantare di Fiorio e Biancofiore, nach 1300; Giovanni Boccaccios Il filocolo, 1335–1336 (Roman, deutliche Abwandlung der Vorlage)
- Mittelgriechisch: Florios kai Platziaflora, um 1400

Die älteste schriftlich überlieferte Version ist darunter der vermutlich um 1160 entstandene altfranzösische Versroman Floire et Blancheflor, der rund 3000 paarweise gereimte Achtsilbler umfasst und von einem unbekannten Trobador verfasst wurde.
Aus dem 13. Jahrhundert stammt eine weitere französische Version volkssprachlicher Tradition, bei welcher der Charakter der Protagonisten sowie einige Episoden verändert wurden. Die Vielzahl der Versionen wird allgemein in zwei Gruppen unterteilt, eine „aristokratische“ (oder höfische, abgeleitet von der altfranzösischen Version I) und eine „volkstümliche“ (oder populäre, abgeleitet von der altfranzösischen Version II). Dabei unterscheidet sich die volkstümliche Fassung von der aristokratischen durch die Häufung romanesker Motive; in der aristokratischen Fassung wird Blancheflor die Großmutter Karls des Großen. Allerdings können nicht alle Versionen klar einer der beiden Gruppen zugewiesen werden.
Die Frage nach dem Verhältnis der verschiedenen Versionen zur Version I wird in der Forschung diskutiert, seitdem sie 1856 erstmals gestellt wurde.
Die Bekanntheit des Liebespaares bezeugen Beatriz de Dia um 1173 in ihrem Gedicht Estat ai en greu cossirier sowie die Erwähnungen bei mindestens sieben weiteren Dichtern des 12. und 13. Jahrhunderts. Im deutschen Sprachraum erwähnt Ulrich von Gutenburg vor 1220 Floris und Planschiflur. Auch das mittelenglische Gedicht Emaré erwähnt Florys and Dam Blawncheflour als vorbildliches Liebespaar.

## Nachmittelalterliche Adaptionen

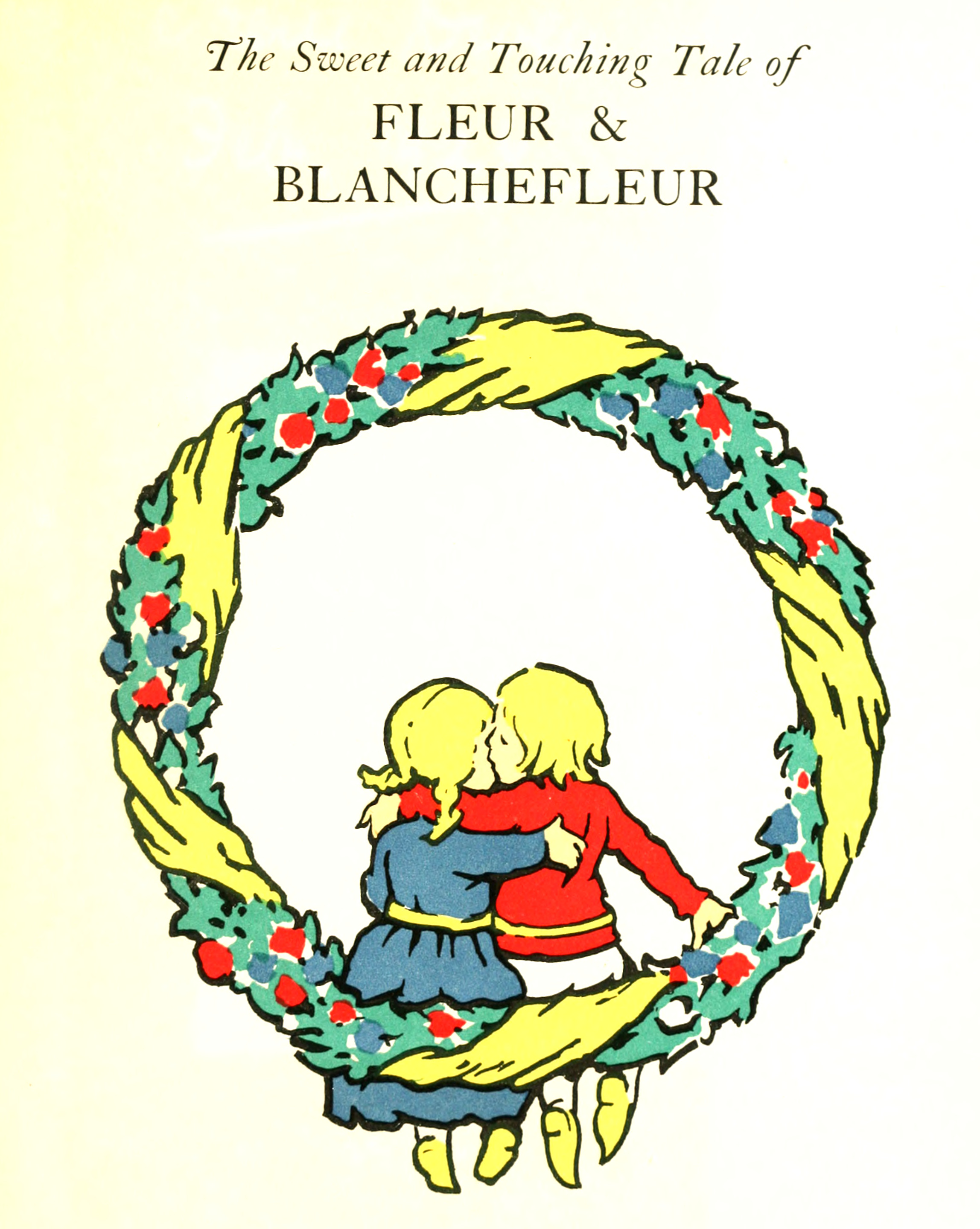
Illustration für The Sweet and Touching Tale of Fleur & Blanchefleur von Eleanor Fortescue-Brickdale (1922)

Maßgebend für die europäische Tradition des Stoffes wurde die italienische Adaption in Boccaccios Roman Il filocolo, auf den die Volksbücher oder Prosafassungen im Französischen (1485), Deutschen (1499) und Spanischen (1512) sowie die Komödie Florio, des Königs Sohn (1545) von Hans Sachs zurückgehen.
Eine deutsche Übersetzung von Boccaccios Il filocolo wurde 1499 unter dem Titel Ein gar schone newe histori der hochen lieb des kuniglichen fursten Florio: vn von seyner lieben Bianceffora veröffentlicht. Dies war die Vorlage für die tschechische Version Floria z Hispanij, a geho milee panie Bianczeforze (1519). Im 16. Jahrhundert erschienen auch mehrere dänische Druckausgaben, ein früher spanischer Druck (La historia de los dos enamorados Flores y Blancaflor oder kurz Flores y Blancaflor, 1512) und eine niederländische Prosaversion auf Basis von Diederics Fassung (Van Floris ende Blancefleur, 1576).
Aus dem 17. oder 18. Jahrhundert stammt die jiddische Version Flere Blankeflere, welche die Handlung nach China verlegt.
1822 veröffentlichte Sophie Tieck das epische Gedicht Flore und Blanscheflur. 1922 erschien The Sweet and Touching Tale of Fleur & Blanchefleur. A Mediaeval Legend als englischsprachige Übersetzung der französischen höfischen Version mit 37 farbigen Illustrationen von Eleanor Fortescue-Brickdale.

## Deutung und Parallelen
Bisweilen wurde Kritik an der Erzählweise der Ritterromane und von Floire et Blancheflor im Besonderen geäußert:

„Der Autor ist offensichtlich ein clerc, der mit bescheidener Kunstfertigkeit versucht, sein Wissen auszubreiten, dem aber wenig daran gelegen ist, in die Psychologie seiner Helden einzudringen. Gleichwohl ist dem Werk ein dauerhafter Erfolg beschieden.“

Es wird vermutet, dass die Geschichte des Liebespaares in Spanien aus einer byzantinischen Vorlage mit orientalischen Motiven entstand:

„Diese Legende scheint orientalischen Ursprungs zu sein. Sie ist von der Idee der Schicksalhaftigkeit geprägt, wobei die Liebe als unwiderstehliche Anziehung verstanden wird, die die Seelen für einander empfinden und sie alle Hindernisse überwinden lässt. Sicherlich war sie in Frankreich schon weit vor der Entstehungszeit des Gedichts bekannt, das sie uns erhalten hat, da man bereits in früheren Werken Spuren davon findet.“

Möglicherweise beruhen auch das persische Epos Warqa und Gulschah des Dichters Ayyuqi aus dem 11. Jahrhundert und die altfranzösische Chantefable Aucassin et Nicolette aus dem 13. Jahrhundert auf demselben Stoff. 